# Varmbadhuset, Umeå
Varmbadhuset var ett badhus i Umeå på västra kyrkogatan. Badhuset var Umeås äldsta badhus och det byggdes 1894. Tomten tillhörde borgmästarvillan som är belägen precis bredvid och det var villans första ägare Albin Ahlstrand som lät inreda byggnaden som ett varmbadhus. 
I varmbadhuset fanns tillgång till fyra badkar, tre duschar, ett ångskåp och finsk bastu. Huset fungerade som badhus fram till 1930 då ett allmänt bad byggdes öst på stan.
Badmästaren med familj bodde en trappa upp och på vindsvåningen hade baderskan en liten lägenhet och ett utrymme för att torka tvätt. När badverksamheten lades ner i huset så byggdes det om till lägenheter och lägenheten på vinden fick en balkong.
År 2016 inledde de nya ägarna Balticgruppen ett renoveringsarbete som gick ut på att försöka återställa varmbadhusets fasad till sin ursprungliga skepnad. I det arbetet ingick bland annat att ge huset en tidstypisk färgsättning, så nära den ursprungliga färger som möjligt. Huset är nu målad i en grå kulör, till skillnad från den röda den haft på senare tid innan renoveringen. Fasaden i övrigt har också ändrats för att överensstämma med fasadritningen från 1893 och det innebar bland annat att balkongen togs bort och en del fönster ändrades. Från gården skapades en ny tillgänglig entré och en tillbyggd länk mellan varmbadhuset och borgmästarvillan togs bort.
Rivningen föregicks av flera överklaganden då det ansågs att byggnaden hade ett högt kulturhistoriskt värde och inte fick rivas, även om planen var att tillvarata en del av det ursprungliga materialet och även att återställa huset till enligt originalritningen.
Huset fungerar nu som kontor för företaget Fort Knox. Utanför entrén på innergården finns skulpturen Out av Charlotte Gyllenhammar som tidigare återfanns i Umedalens skulpturpark